# Iñaki Lejarreta
Iñaki Lejarreta Errasti (1 de setembro de 1983 — 16 de dezembro de 2012) foi um ciclista espanhol que participava em competições de ciclismo de montanha. Participou nos Jogos Olímpicos de Pequim 2008. Faleceu em 2012, na cidade de Yurreta, Biscaia, após ser atropelado por um carro.